# Cristóforo Colombo (obra musical)
Cristóforo Colombo es una ópera compuesta por Ramón Carnicer. El libreto de esta obra fue escrito por Felice Romani. Tanto esta obra como su autor pertenecen al periodo del romanticismo español, la mayoría de sus obras se encuentran en el archivo de la Biblioteca Nacional, Municipal y del Conservatorio de Madrid. La obra fue estrenada por primera vez en 1831 en Madrid

## Contexto histórico
Cristóforo Colombo pertenece al romanticismo, y se compone en un momento en el que Italia tiene el monopolio de la ópera y un extensa parte de las obras que se interpretan en los teatros españoles son de origen italiano. Ramón Carnicer y en general los compositores de ópera, se tuvieron que adaptar al estilo italiano del momento, cuyo líder era Rossini. Se trata de una ópera en dos actos.

## Reestreno
Fue reestrenada en 1992 por la Asociación del Quinto Centenario en Madrid. Se interpretó en conmemoración de los 500 años del descubrimiento de América por Cristóbal Colón.